# Sergio Manzanera
Sergio Manzanera Lloret (Valencia, España, 10 de noviembre de 1950), conocido como Sergio, es un exfutbolista español que se desempeñaba como delantero.
El 28 de septiembre de 1975 al día siguiente de los últimos fusilamientos del franquismo de los 3 miembros del FRAP José Luis Sánchez Bravo, Jose Baena Alonso y Ramón García Sanz y 2 de ETA , Ángel Otaegui y Juan Paredes Manot "Txiqui", durante la celebración del partido en el que competían el Racing de Santander y el Elche Club de Fútbol. Dos futbolistas del Racing, el vizcaíno Aitor Aguirre y el valenciano Sergio Manzanera realizaron un gesto sencillo pero sumamente peligroso, y saltaron al campo con un delgado cordón negro en las mangas de sus camisolas. Al principio nadie se dio cuenta del simbólico duelo de los dos jugadores por los fusilamientos del día anterior, pero con el correr del enfrentamiento desde las gradas comenzaron a sonar pitidos de protesta en contra de ambos jugadores a medida que las emisoras de radio y parte del público iba tomando conciencia de la motivación. Al descanso, la policía entró en el vestuario y con amenazas conminó a Sergio y a Aitor a despojarse de los brazaletes. La segunda parte del encuentro ya jugaron sin ellos y el público futbolero santanderino relajó el fervor patriótico.
No obstante, en los días siguientes, ambos fueron multados con la cantidad nada desdeñable de 100.000 pesetas de la época, además de recibir sendas y variadas amenazas de muerte por parte de grupos de extrema derecha.
Tras su retirada se licenció en Medicina y ejerce como estomatólogo desde 1987.

## Clubes
| Club                          | País   | Año       |
| ----------------------------- | ------ | --------- |
| Valencia C. F.                | España | 1970-1975 |
| Real Racing Club de Santander | España | 1975-1978 |